# أسكفية تل العبيد النحاسية
أسكفية تل العبيد النحاسية هي لوحة نحاسية كبيرة موجودة في مدينة تل العبيد السومرية في جنوب العراق . كان هذا الإفريز ، الذي تم تنقيحه من قبل عالم الآثار الإنجليزي هنري هول عام 1919 ، أحد أكبر المنحوتات المعدنية المتبقية على قيد الحياة من بلاد ما بين النهرين القديمة ، وهو الآن محفوظ في المتحف البريطاني.

## الاكتشاف
تم اكتشاف المنحوتة في عام 1919 في القاعدة الأساسية لمعبد مصنوع من الطين والطوب في موقع سومري معزول فيتل العبيد ، بالقرب من مدينةأور القديمة في جنوب العراق . وقد حدد علماء الآثار من النقوش والمنحوتات الموجودة أن المعبد مخصص للإلهة ننهورساج. استناداً إلى المكان الذي تم العثور عليه في الأصل ، فقد تم اقتراح أن اللوحة النحاسية كانت موجودة فوق باب المعبد ، على مرأى ومسمع من الجماعة. بعد فترة وجيزة من اكتشافه ، تم شحن التمثال إلى لندن كجزء من حصة المتحف البريطاني من الاكتشافات.